# Hornick
Hornick és una població dels Estats Units a l'estat d'Iowa. Segons el cens del 2000 tenia 253 habitants.

## Demografia
Segons el cens del 2000, Hornick tenia 253 habitants, 101 habitatges, i 68 famílies. La densitat de població era de 375,7 habitants/km².
Dels 101 habitatges en un 34,7% hi vivien nens de menys de 18 anys, en un 56,4% hi vivien parelles casades, en un 8,9% dones solteres, i en un 31,7% no eren unitats familiars. En el 27,7% dels habitatges hi vivien persones soles el 17,8% de les quals corresponia a persones de 65 anys o més que vivien soles. El nombre mitjà de persones vivint en cada habitatge era de 2,5 i el nombre mitjà de persones que vivien en cada família era de 3,1.
Per edats la població es repartia de la següent manera: un 24,1% tenia menys de 18 anys, un 8,3% entre 18 i 24, un 30% entre 25 i 44, un 21,3% de 45 a 60 i un 16,2% 65 anys o més.
L'edat mediana era de 38 anys. Per cada 100 dones de 18 o més anys hi havia 88,2 homes.
La renda mediana per habitatge era de 28.958 $ i la renda mediana per família de 37.083 $. Els homes tenien una renda mediana de 26.750 $ mentre que les dones 20.781 $. La renda per capita de la població era de 15.246 $. Entorn del 8,5% de les famílies i el 8,9% de la població estaven per davall del llindar de pobresa.

## Poblacions més properes
El següent diagrama mostra les poblacions més properes.